# Luis Segura Vilchis
Luis Segura Vilchis (Piedras Negras Coahuila, 23 de abril de 1903-Ciudad de México, 23 de noviembre de 1927) fue un ingeniero hidráulico, miembro prominente de la Asociación Católica de la Juventud Mexicana,y coordinador de la lucha armada en la capital para la Liga Nacional para la Defensa de la Libertad Religiosa durante la Guerra Cristera. Se lo recuerda por atentar contra la vida del general Álvaro Obregón.

## Semblanza biográfica
Luis Segura Vilchis estudió en el Colegio Francés de los Maristas en México. Perteneció al Centro de Estudiantes Católicos Mexicanos, en donde sus amigos le endosaron el mote de "El Licenciado" por su formalidad y desempeño. Se recibió de ingeniero hidráulico.
Mostró desde esos días sangre fría en hechos difíciles, como el ataque del que fueron objeto un grupo de jóvenes de la Asociación Católica de la Juventud Mexicana (ACJM) de parte de un grupo de agitadores el 1 de mayo de 1922. En esa fecha, la Confederación Regional Obrera Mexicana (CROM) realizó un ataque armado contra la sede de la ACJM en la capital mexicana, con el pretexto de celebrar el día del trabajo: los agitadores lanzaron palos y piedras a la casa de la ACJM, y se arrojaron tumultuariamente sobre el zaguán.
Luis Segura Vilchis se encontraba dentro de la casa. Un compañero suyo quiso disparar una pequeña pistola en contra de los agresores pero se le encasquilló y exclamó: «Ya me amolé». Luis Segura respondió sonriente: «No, si aquí hay piedras» y desenladrilló una pared para hacerse con proyectiles que arrojó a los asaltantes. Agotado el parque, la resistencia se debilitó y la puerta fue derribada. René Capistrán Garza ordenó que huyeran todos por las azoteas contiguas, pero como Luis Segura tardó en obedecer, Capistrán lo regañó. Luis Segura sin dar importancia repuso: «No, si no es nada», y no lo siguió hasta que hubo arrojado el último ladrillo que tenía en las manos. La sonrisa jamás abandonó los labios de Luis Segura en aquel trance, protegiendo la retirada de sus compañeros.

### Atentado a Obregón
Luis Segura se hizo famoso por haber participado en dos atentados contra el general Álvaro Obregón, por entonces candidato a la presidencia de la República. Fue aprehendido después de consumar el segundo atentado el 13 de noviembre de 1927. Alcanzó el automóvil donde Obregón se movilizaba y le arrojó una bomba pero el artefacto explosivo no logró herir al general. Después del atentado, Segura asistió a una corrida de toros en honor del general Obregón, para verificar si el atentado había tenido éxito. Allí supo de su fracaso. 
Los guardias de Obregón respondieron al atentado y responsabilizaron al sacerdote Miguel Agustín Pro y a su hermano Humberto. En realidad, la única conexión entre el atentado y los hermanos Pro fue el automóvil Essex usado para el ataque que anteriormente había sido de la propiedad de uno de los hermanos del sacerdote. Luis Segura Vilchis también fue capturado pero, incapaz la policía de probar que el ingeniero había participado en el intento de asesinato contra el general Obregón, estuvo a punto de liberarlo. Enterado Segura Vilchis de la detención de Miguel y Agustín Pro, confesó ser «el director, y el autor intelectual y material del ataque». Sin embargo, Plutarco Elías Calles sumó a la culpabilidad de Segura Vilchis la de los hermanos Humberto y Miguel Agustín, y decretó su muerte por fusilamiento, sin juicio previo, por orden directa impartida a Roberto Cruz, por entonces inspector general de policía, y a pesar del amparo obtenido a favor de Pro. Distintos autores modernos consideran que la muerte de los condenados estaba decidida de antemano en atención a un imperativo diferente de la justicia legal, ya que el padre Pro no tuvo un liderazgo militar o político en el conflicto cristero, ni actuó como protagonista guerrillero ni estratega del movimiento, sino que solo mantenía los servicios religiosos que habían sido suspendidos por el Estado.

### Muerte
Luis Segura Vilchis fue fusilado sumariamente el 23 de noviembre de 1927 en el predio donde se erige el edificio El Moro, junto con el padre Agustín Pro Juárez, su hermano Humberto y Juan Antonio Tirado. Sus restos fueron sepultados en el Panteón Civil del Tepeyac con la siguiente inscripción en su tumba: Luisito, XXIII XI MCMXXVII.